# Route 1A (Île-du-Prince-Édouard)
La Route 1A est une route de 20 km (12 mi) dans le centre de l'Île-du-Prince-Édouard. Elle est une route auxiliaire de la Route 1 qu'elle relie près de Borden-Carleton à la ville de Summerside. Il s'agit d'une route à deux voies. La route 1A ne porte pas de nom, à l'exception du segment dans les limites de Summerside où elle se nomme Read Drive.

## Intersections majeures
| Comté                   | Ville           | km                                                       | Destinations                                                                   | Notes                                        |
| ----------------------- | --------------- | -------------------------------------------------------- | ------------------------------------------------------------------------------ | -------------------------------------------- |
| Prince                  | Albany          | 0,00                                                     | Route 1 – Borden-Carleton, Pont de la Confédération, Crapaud, Charlottetown    | Échangeur                                    |
| Prince                  | Albany          | 0,70                                                     | Route 112 nord (Junction Road)                                                 | Terminus sud de la Route 112                 |
| Prince                  |                 | 1,30                                                     | Route 115 nord (Mount Tryon Road) – Searletown, Mount Tryon                    | Terminus sud de la Route 115                 |
| Prince                  | Middletown      | 5,00                                                     | Route 225 est (Anderson Road) – Kinkora                                        | Terminus ouest de la Route 225               |
| Prince                  | Middletown      | 5,30                                                     | Route 111 est (Newtown Road)                                                   | Terminus sud du multiplex avec la Route 111  |
| Prince                  | Middletown      | 5,40                                                     | Route 111 ouest (Middletown Road)                                              | Terminus nord du multiplex avec la Route 111 |
| Prince                  |                 | 6,40                                                     | Route 171 nord (Dunk River Road) – Lower Freetown                              | Terminus sud de la Route 171                 |
| Prince                  | 9,50            | Route 10 sud (North Carlton Road Extension) – Searletown | Terminus nord de la Route 10                                                   |                                              |
| Prince                  | Central Bedeque | 10,10                                                    | Route 171 nord (Dunk River Road / Callbeck Street) – Bedeque, Freetown         |                                              |
| Prince                  |                 | 12,50                                                    | Route 8 est (Freetown Road) – Lower Freetown, New London                       | Terminus nord de la Route 8                  |
| Prince                  | 13,00           | Route 120 nord (MacMurdo Road)                           | Terminus sud de la Route 120                                                   |                                              |
| Prince                  | 16,20           | Route 120 est (Taylor Road)                              | Terminus ouest de la Route 181                                                 |                                              |
| Prince                  | Summerside      | 17,10                                                    | Route 107 est (Blue Shank Road) – Norboro, Kelvin Grove                        | Terminus ouest de la Route 107               |
| Prince                  | Summerside      | 18,40                                                    | Route 11 ouest (Water Street)                                                  | Terminus est de la Route 11                  |
| Prince                  | Travellers Rest | 20,20                                                    | Route 2 (All Weather Highway) – Summerside, Tignish, Kensington, Charlottetown | Carrefour giratoire                          |
| - Terminus de multiplex |                 |                                                          |                                                                                |                                              |